# Arris
Arris – miasto w północnej Algierii, w prowincji Batina.